# Eleição municipal de Ji-Paraná em 2020
A eleição municipal de Ji-Paraná em 2020 foi realizada para eleger um prefeito, um vice-prefeito e 17 vereadores no município de Ji-Paraná, no estado brasileiro de Rondônia. Foram eleitos para os cargos de prefeito(a) e vice-prefeito(a), respectivamente. Seguindo a Constituição, os candidatos são eleitos para um mandato de quatro anos a se iniciar em 1º de janeiro de 2021. A decisão para os cargos da administração municipal, segundo o Tribunal Superior Eleitoral, contou com 88.732 eleitores aptos e 26.658 abstenções, de forma que 30,04% do eleitorado não compareceu às urnas naquele turno. O candidato mais votado foi Isaú Fonseca, do MDB, que obteve 15.699 votos, contra 11.301 de Jhony Paixão (Republicanos).
Originalmente, as eleições ocorreriam em 4 de outubro (primeiro turno) e 25 de outubro (segundo turno) (para cidades acima de 200 mil habitantes), porém, com o agravamento da pandemia do novo coronavírus (SARS-CoV-2), causador da Covid-19, as datas foram modificadas com a promulgação da Emenda Constitucional nº 107/2020.

## Contexto político e pandemia

### Eleição pandêmica: Campanha nas redes e atividades remotas
As eleições municipais de 2020 estão sendo marcadas, antes mesmo de iniciada a campanha oficial, pela pandemia do coronavírus SARS-CoV-2 (causador da COVID-19), o que está fazendo com que os partidos remodelem suas metodologias de pré-campanha. O Tribunal Superior Eleitoral (TSE) autorizou os partidos a realizarem as convenções para escolha de candidatos aos escrutínios por meio de plataformas digitais de transmissão, para evitar aglomerações que possam proliferar o vírus. Alguns partidos recorreram a mídias digitais para lançar suas pré-candidaturas. 

### Fim das coligações proporcionais e recorde de candidaturas
Além disso, a partir deste pleito, será colocada em prática a Emenda Constitucional 97/2017, que proíbe a celebração de coligações partidárias para as eleições legislativas, o que pode gerar um inchaço de candidatos ao legislativo.
Conforme reportagem publicada pelo jornal Brasil de Fato em 11 de fevereiro de 2020, o país poderá ultrapassar a marca de 1 milhão de candidatos a prefeito, vice-prefeito e vereador neste escrutínio, o que não seria necessariamente bom, na opinião do professor Carlos Machado, da UnB (Universidade de Brasília): “Temos o hábito de criticar de forma intensa a coligação partidária, sem parar para refletir sobre os elementos positivos dela. O número de candidatos que um partido pode apresentar numa eleição, varia se ele estiver dentro de uma coligação, porque quando os partidos participam de uma coligação, eles são considerados como um único partido", afirmou Machado na reportagem.

## Candidaturas
| Pré-candidato(a)  | Nº | Partido      | Vice                         | Coligação                                                                         |
| ----------------- | -- | ------------ | ---------------------------- | --------------------------------------------------------------------------------- |
| Jhony Paixão      | 10 | Republicanos | José Moita (Patriota)        | "Resgatando Valores, Construindo o Futuro" - Republicanos - Patriota - PSL - PODE |
| Dr. João Durval   | 11 | PP           | Esequiel Barbosa (PSC)       | "Ji-Paraná Nasce Uma Nova História" - PP - PSC                                    |
| Julian Cuadal     | 12 | PDT          | Anaru (PDT)                  | "Ji-Paraná Não Pode Parar" - PDT - PL - PSB - PSDB - Solidariedade - PSD - DEM    |
| Cláudia de Jesus  | 13 | PT           | Divan Macedo (PT)            | Sem coligação                                                                     |
| Isaú Fonseca      | 15 | MDB          | Joaquim Teixeira (MDB)       | "A Nova Ji-Paraná" - MDB - PTB - PROS                                             |
| Dr. Lincoln Astre | 28 | PRTB         | Dra. Madalena Alencar (PRTB) | Sem coligação                                                                     |

## Resultados

### Prefeitura
Fonte: TSE
| Candidato(a)                | Vice                         | 1º turno 15 de novembro de 2020 | 1º turno 15 de novembro de 2020 |
| Candidato(a)                | Vice                         | Votos                           | Porcentagem                     |
| --------------------------- | ---------------------------- | ------------------------------- | ------------------------------- |
| Isaú Fonseca (MDB)          | Joaquim Teixeira (MDB)       | 15.699                          | 27,57%                          |
| Jhony Paixão (Republicanos) | José Moita (Patriota)        | 11.301                          | 19,85%                          |
| Dr. João Durval (PP)        | Esequiel Barbosa (PSC)       | 10.456                          | 18,36%                          |
| Julian Cuadal (PDT)         | Anaru (PDT)                  | 8.358                           | 14,68%                          |
| Cláudia de Jesus (PT)       | Divan Macedo (PT)            | 7.885                           | 13,85%                          |
| Dr. Lincoln Astre (PRTB)    | Dra. Madalena Alencar (PRTB) | 3.247                           | 5,70%                           |
| Marcito Pinto (PDT)         | Ari Saraiva (PDT)            | 0                               | 0%                              |
| → Votos válidos             | → Votos válidos              | 56.946                          | 91,74%                          |
| → Votos brancos             | → Votos brancos              | 2.129                           | 3,43%                           |
| → Votos nulos               | → Votos nulos                | 2.999                           | 4,83%                           |
| → Abstenções                | → Abstenções                 | 26.658                          | 30,04%                          |
| Total de votos              | Total de votos               | 62.074                          | 100%                            |